# Ausdauernder Knäuel
Der Ausdauernde Knäuel (Scleranthus perennis), auch Ausdauerndes Knäuelkraut genannt, ist eine Pflanzenart aus der Gattung Knäuelkräuter (Scleranthus) innerhalb der Familie der Nelkengewächse (Caryophyllaceae).

## Beschreibung

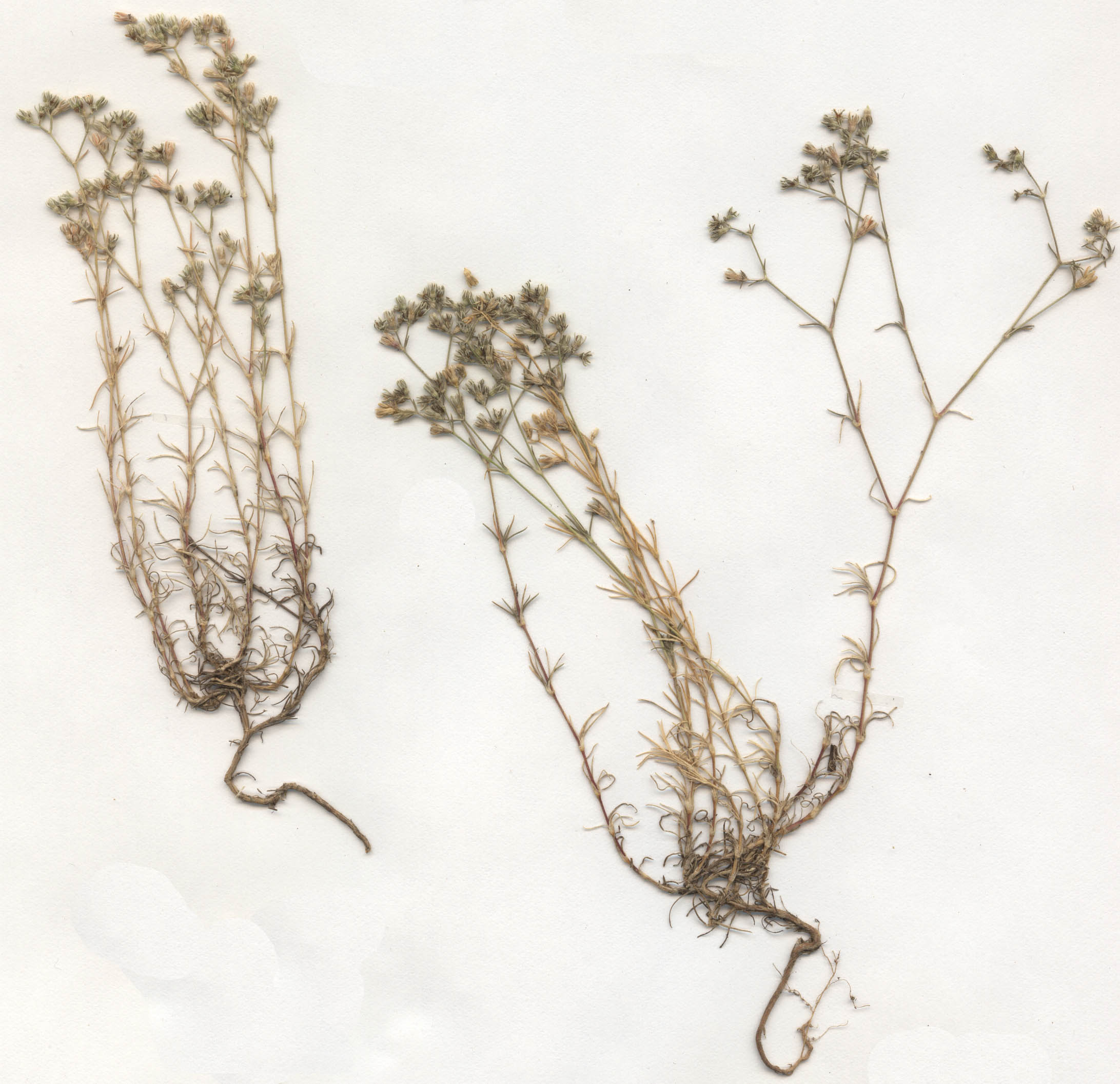
Herbarbeleg

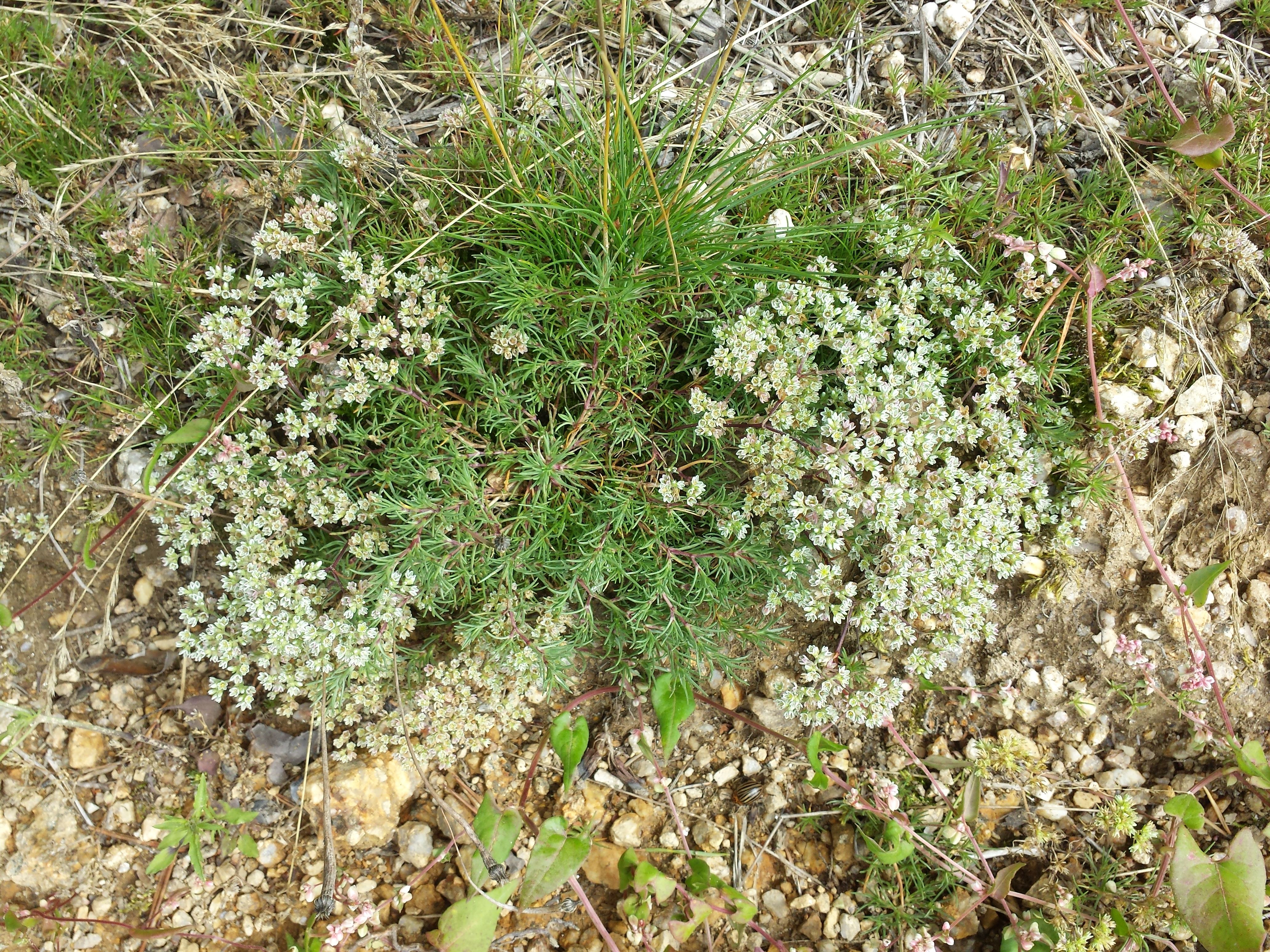
Habitus

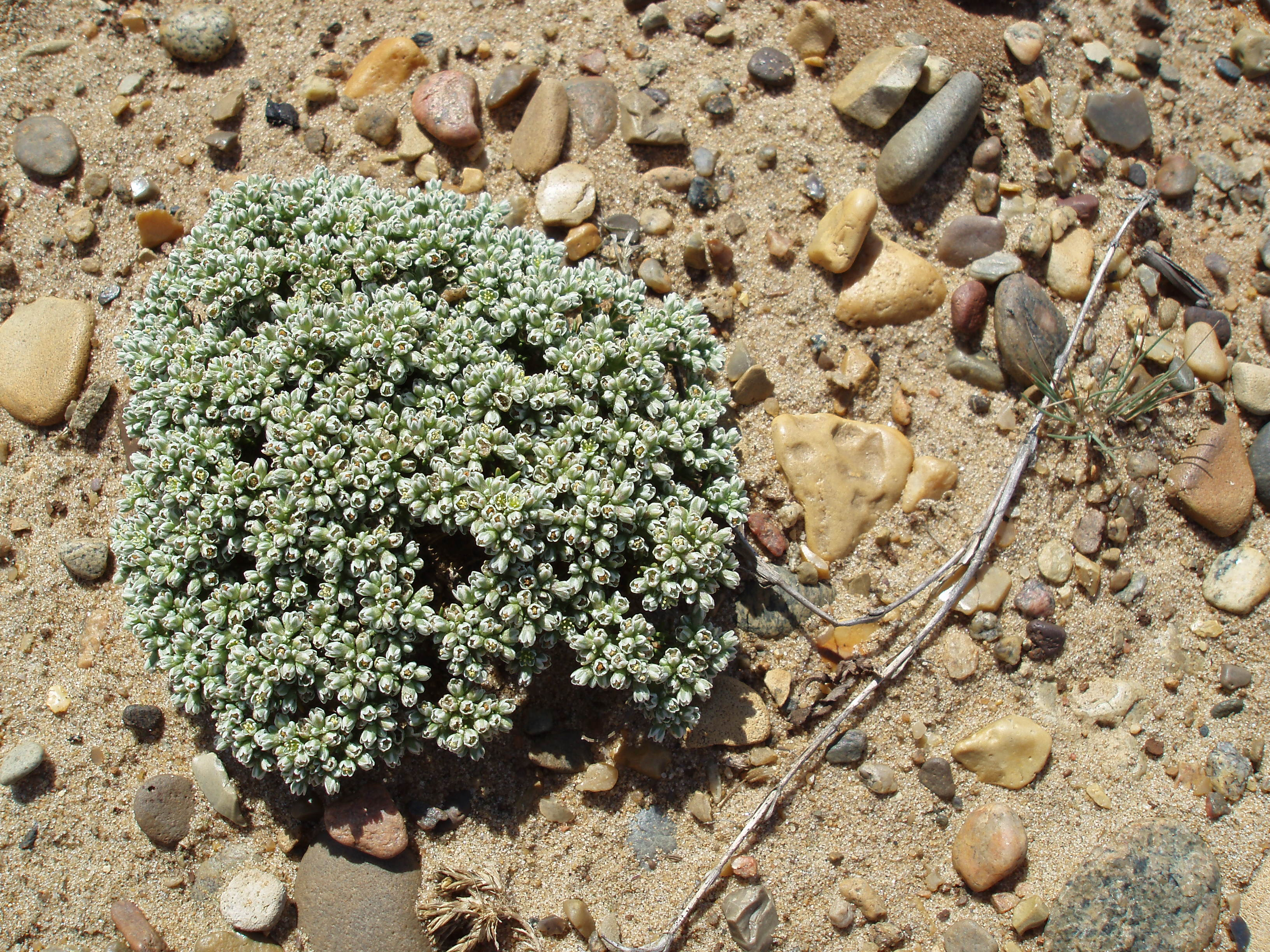
Habitus

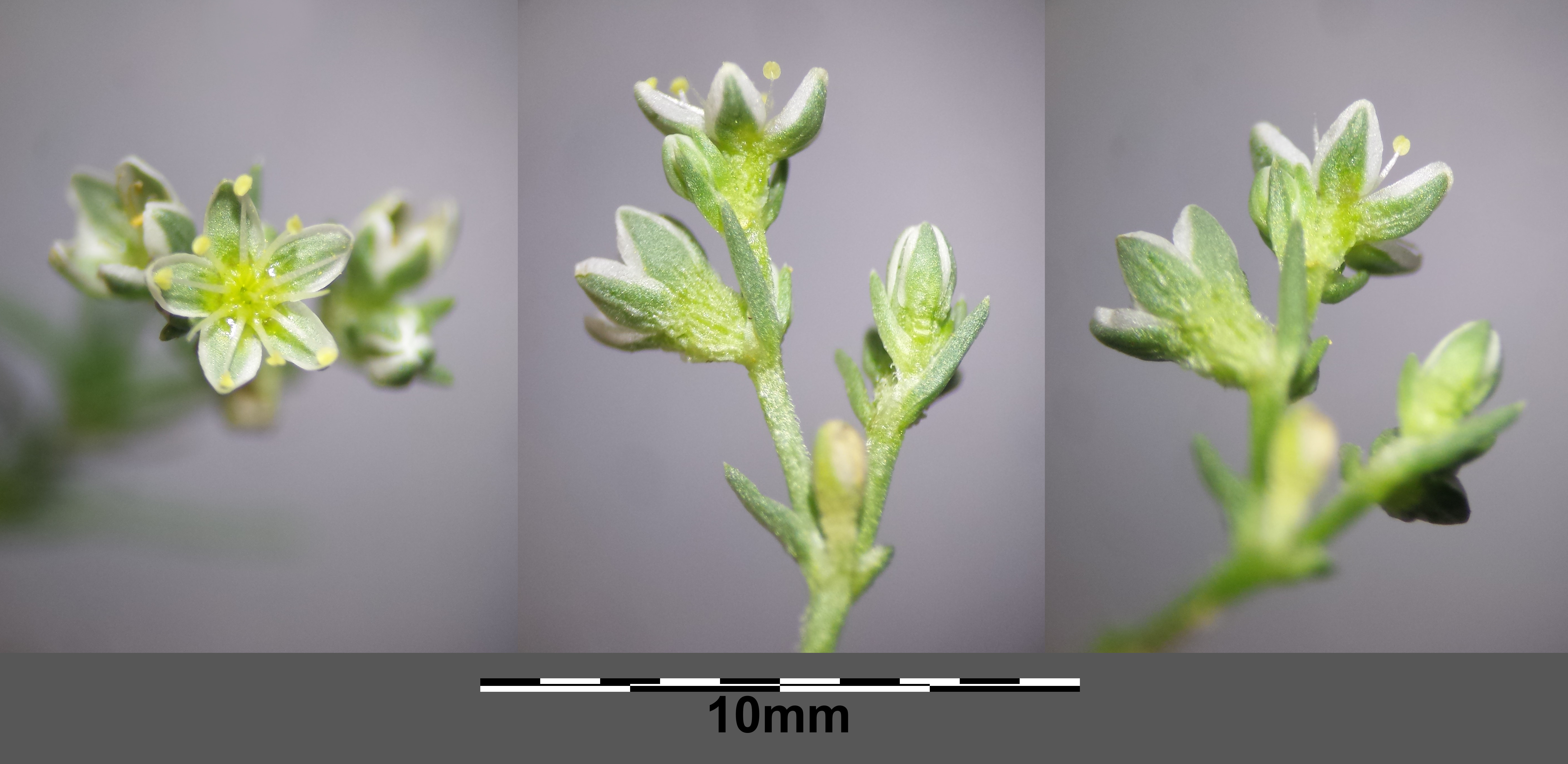
Blütenstand

### Vegetative Merkmale
Der Ausdauernde Knäuel wächst als ausdauernde krautige Pflanze und erreicht Wuchshöhen von 5 bis 15 Zentimetern. Sie ist am Grunde verholzt und besitzt abgestorbene Laubblattreste. Sie besitzt meist zahlreiche Stängel, ist reich verzweigt, aufrecht oder aufsteigend. Die oberirdischen Pflanzenteile sind grau-grün. Die Knoten sind im untern Teil oft rot überlaufen. Die gegenständigen Laubblätter sind linealisch-pfriemlich, 6 bis 10 Millimeter lang und am Grund scheidig verbunden. In den Blattachseln finden sich meist dicht beblätterte Kurztriebe.

### Generative Merkmale
Die Blütezeit reicht von Mai bis Oktober. Die Hochblätter sind kaum länger als die Blüten. Die Blüten stehen meist in endständig geknäuelten Zymen zusammen. Die zwittrige Blüte ist fünfzählig. Die grünlichen Blütenhüllblätter haben eine Länge von 2,5 bis 3 Millimeter, sind stumpflich gerundet und besitzen einen bis zu 0,5 Millimeter breiten, weißlichen Hautrand. Die Blütenhüllblätter sind nur wenig länger als die zehn Staubblätter. Die Perigonblattspitzen schließen sich zur Fruchtzeit fast zusammen. Die Scheinfrucht hat eine Länge von 3,5 bis 4,5 Millimetern.
Die Chromosomenzahl beträgt 2n = 22.

## Ökologie
Der Ausdauernde Knäuel ist ein ausdauernder, wintergrüner Chamaephyt.
Der Ausdauernde Knäuel ist der Hauptwirt der Polnischen Karminschildlaus, Porphyrophora polonica, deren Larven an seinen Wurzeln parasitieren, und die ähnlich wie die Cochenilleschildlaus einige Zeit lang als Lieferant eines zum Rotfärben benutzten Farbstoffs von Bedeutung war.

## Vorkommen
Der Ausdauernde Knäuel ist von Europa über Kleinasien, den Kaukasusraum, Armenien bis Sibirien verbreitet. Er ist ein eurasisch-subozeanisch-submediterranes Florenelement. In Europa kommt er in fast allen Ländern vor und fehlt nur in Irland, Island, Belarus und Bosnien-Herzegowina. In Finnland ist er eingebürgert.
In Österreich kommt der Ausdauernde Knäuel nur im nördlichen Gneis- und Granitgebiet zerstreut vor; ansonsten ist er selten anzutreffen. In der Schweiz ist er nur in der Südschweiz verbreitet, sonst selten oder ganz fehlend. Der Ausdauernde Knäuel kommt in Deutschland zerstreut, insbesondere in der Ebene und in den tieferen Gebieten vor. Er steigt in der Schweiz bis 1900 Meter Meereshöhe auf.
Der Ausdauernde Knäuel wächst in offenen Pionierrasen, auf Dünen und Felsköpfen und an Wegen. Er gedeiht am besten auf nährstoffarmen, mäßig basenreichen, kalkarmen, meist sauren, humusarmen Sand- oder Steingrusböden. Er ist pflanzensoziologisch eine Charakterart der Klasse Sedo-Scleranthetea. Die ökologischen Zeigerwerte nach Landolt et al. 2010 sind in der Schweiz: Feuchtezahl F = 1 (sehr trocken), Lichtzahl L = 5 (sehr hell), Reaktionszahl R = 2 (sauer), Temperaturzahl T = 3+ (unter-montan und ober-kollin), Nährstoffzahl N = 2 (nährstoffarm), Kontinentalitätszahl K = 4 (subkontinental).

## Taxonomie und Systematik
Die Erstveröffentlichung von Scleranthus perennis erfolgte 1753 durch Carl von Linné in Species Plantarum, Tomus I, Seite 406.
Je nach Autor gibt es mehrere Unterarten:
- Scleranthus perennis subsp. atlanticus (Maire) Maire: Sie kommt nur in Marokko vor.[3]
- Scleranthus perennis subsp. burnatii (Briq.) P.D.Sell (Syn.: Scleranthus burnatii Briq.): Sie kommt in Spanien, auf Sardinien und Korsika vor.[3]
- Scleranthus perennis subsp. dichotomus (Schur) Nyman: Sie kommt in Italien, in Ungarn, in der Slowakei, auf der Balkanhalbinsel, in der Türkei und auf Inseln in der Ägäis vor.[3]
- Scleranthus perennis subsp. marginatus (Guss.) Nyman: Sie kommt in Italien, auf Sizilien, auf der Balkanhalbinsel, in Rumänien, auf Inseln in der Ägäis und in der Türkei vor.[3]
- Scleranthus perennis subsp. perennis: Sie ist ursprünglich in Europa verbreitet und ist in Nordamerika ein Neophyt.[3][5]
- Scleranthus perennis subsp. polycnemoides (Willk. & Costa) Font Quer (Syn.: Scleranthus polycnemoides Willk. & Costa): Sie kommt in Spanien und Frankreich vor.[3]
- Scleranthus perennis subsp. prostratus P.D.Sell: Sie kommt im Vereinigten Königreich vor.[3]
- Scleranthus perennis subsp. vulcanicus (Strobl) Bég.: Diese Endemit kommt nur auf Sizilien vor.[3]